# Consejo Nacional de Evaluación de la Política de Desarrollo Social
El Consejo Nacional de Evaluación de la Política de Desarrollo Social (Coneval, por su acrónimo) era una instancia gubernamental mexicana con autonomía y capacidad técnica para generar información objetiva sobre la situación de la política social y la medición de la pobreza en México, que permita mejorar la toma de decisiones en la materia.
El Coneval tiene por objeto el coordinar las acciones orientadas a la consecución de los objetivos, estrategias y prioridades de la Política Nacional de Desarrollo Social, el diseño, operación y evaluación de las iniciativas públicas de desarrollo social en el país.
La Ley General de Desarrollo Social, publicada en enero de 2004, establece la creación del Coneval, como un organismo público descentralizado de la Administración Pública Federal con personalidad jurídica, patrimonio propio, autonomía técnica y de gestión, agrupado en el sector coordinado por la Secretaría de Desarrollo Social.
El 10 de febrero de 2014, en el Diario Oficial de la Federación, cambia su naturaleza para ser un organismo constitucional autónomo, con personalidad jurídica y patrimonio propios, a cargo de la medición de la pobreza y de la evaluación de los programas, objetivos, metas y acciones de la política de desarrollo social, así como de emitir recomendaciones en los términos que disponga la ley, la cual establecerá las formas de coordinación del órgano con las autoridades federales, locales y municipales para el ejercicio de sus funciones.

## Estructura
A continuación, se presentan la composición histórica de la Comisión Ejecutiva del Coneval, integrada por el Secretario Ejecutivo y los investigadores académicos.
| Secretario Ejecutivo     | Secretario Ejecutivo     | Periodo                                       |
| ------------------------ | ------------------------ | --------------------------------------------- |
| Gonzalo Hernández Licona | Gonzalo Hernández Licona | 16 de noviembre de 2005 - 22 de julio de 2019 |
| José Nabor Cruz Marcelo  | José Nabor Cruz Marcelo  | 22 de julio de 2019 - En el cargo             |

| Investigadores Académicos (Consejeros) | Periodo                                     | Institución de adscripción                                                    |
| -------------------------------------- | ------------------------------------------- | ----------------------------------------------------------------------------- |
| Rosario Cárdenas Elizalde              | 10 de marzo de 2010 - En el cargo           | Universidad Autónoma Metropolitana (UAM)                                      |
| Salomón Nahmad Sittón                  | 10 de marzo de 2010 - En el cargo           | Centro de Investigación y Estudios Superiores en Antropología Social (CIESAS) |
| John Scott Andretta                    | 10 de marzo de 2010 - En el cargo           | Centro de Investigación y Docencia Económicas (CIDE)                          |
| Claudia Maldonado Trujillo             | 10 de marzo de 2020 - En el cargo           | CIDE                                                                          |
| Guillermo Cejudo Ramírez               | 10 de marzo de 2020 - En el cargo           | CIDE                                                                          |
| Armando Bartra Vergés                  | 10 de marzo de 2020 - En el cargo           | UAM                                                                           |
| Fernando Cortés Cáceres                | 9 de febrero de 2006 - 9 de febrero de 2020 | El Colegio de México                                                          |
| Agustín Escobar Latapí                 | 9 de febrero de 2006 - 9 de febrero de 2020 | CIESAS                                                                        |
| Graciela Teruel Belismelis             | 9 de febrero de 2006 - 9 de febrero de 2020 | Universidad Iberoamericana                                                    |
| Félix Acosta Díaz                      | 9 de febrero de 2006 - 9 de marzo de 2010   | El Colegio de la Frontera Norte (Colef)                                       |
| Juan Ángel Rivera Dommarco             | 9 de febrero de 2006 - 9 de marzo de 2010   | Instituto Nacional de Salud Pública                                           |
| Graciela Freyermuth Enciso             | 9 de febrero de 2006 - 9 de marzo de 2010   | CIESAS                                                                        |